# Courtils
Courtils és un municipi francès situat al departament de la Manche i a la regió de Normandia. L'any 2007 tenia 249 habitants.

## Demografia

### Població
El 2007 la població de fet de Courtils era de 249 persones. Hi havia 108 famílies de les quals 32 eren unipersonals (12 homes vivint sols i 20 dones vivint soles), 44 parelles sense fills, 28 parelles amb fills i 4 famílies monoparentals amb fills.
La població ha evolucionat segons el següent gràfic:
Habitants censats

### Habitatges
El 2007 hi havia 151 habitatges, 109 eren l'habitatge principal de la família, 23 eren segones residències i 19 estaven desocupats. 147 eren cases i 4 eren apartaments. Dels 109 habitatges principals, 81 estaven ocupats pels seus propietaris, 24 estaven llogats i ocupats pels llogaters i 4 estaven cedits a títol gratuït; 1 tenia una cambra, 6 en tenien dues, 18 en tenien tres, 27 en tenien quatre i 57 en tenien cinc o més. 93 habitatges disposaven pel capbaix d'una plaça de pàrquing. A 50 habitatges hi havia un automòbil i a 45 n'hi havia dos o més.

### Piràmide de població
La piràmide de població per edats i sexe el 2009 era:
| Homes | Edats   | Dones |
| ----- | ------- | ----- |
| 0     | 95 o +  | 0     |
| 0     | 90 a 94 | 0     |
| 0     | 85 a 89 | 4     |
| 12    | 80 a 84 | 0     |
| 4     | 75 a 79 | 12    |
| 4     | 70 a 74 | 4     |
| 12    | 65 a 69 | 12    |
| 8     | 60 a 64 | 4     |
| 4     | 55 a 59 | 0     |
| 0     | 50 a 54 | 8     |
| 24    | 45 a 49 | 16    |
| 4     | 40 a 44 | 0     |
| 8     | 35 a 39 | 16    |
| 4     | 30 a 34 | 0     |
| 4     | 25 a 29 | 8     |
| 4     | 20 a 24 | 8     |
| 28    | 15 a 19 | 16    |
| 12    | 10 a 14 | 8     |
| 0     | 5 a 9   | 0     |
| 4     | 0 a 4   | 8     |

## Economia
El 2007 la població en edat de treballar era de 141 persones, 118 eren actives i 23 eren inactives. De les 118 persones actives 109 estaven ocupades (59 homes i 50 dones) i 9 estaven aturades (4 homes i 5 dones). De les 23 persones inactives 10 estaven jubilades, 7 estaven estudiant i 6 estaven classificades com a «altres inactius».

### Ingressos
El 2009 a Courtils hi havia 102 unitats fiscals que integraven 247 persones, la mediana anual d'ingressos fiscals per persona era de 14.970 €.

### Activitats econòmiques
Dels 11 establiments que hi havia el 2007, 2 eren d'empreses alimentàries, 2 d'empreses de construcció i 7 d'empreses d'hostatgeria i restauració.
Dels 2 establiments de servei als particulars que hi havia el 2009, 1 era una fusteria i 1 restaurant.
L'únic establiment comercial que hi havia el 2009 era una fleca.
L'any 2000 a Courtils hi havia 18 explotacions agrícoles que ocupaven un total de 583 hectàrees.

## Equipaments sanitaris i escolars
El 2009 hi havia una escola elemental integrada dins d'un grup escolar amb les comunes properes formant una escola dispersa.

## Poblacions més properes
El següent diagrama mostra les poblacions més properes.